# 普卡蘭拉山 (阿雷基帕大區)
14°51′4″S 72°30′57″W / 14.85111°S 72.51583°W
普卡蘭拉山（Puka Ranra），是秘魯的山峰，位於該國南部阿雷基帕大區的拉烏尼翁省，屬於安第斯山脈的一部分，處於庫爾帕庫喬山、米納斯尼約克山和孔多里略山西南面，海拔高度約5,000米。